# Quintus Caecilius Dentilianus
Quintus Caecilius Dentilianus war ein im 2. Jahrhundert n. Chr. lebender römischer Politiker.
Durch ein Militärdiplom, das auf den 5. Mai 167 datiert ist, ist belegt, dass Dentilianus 167 zusammen mit Marcus Antonius Pallas Suffektkonsul war. Es ist umstritten, ob er mit Quintus Caecilius Marcellus Dentilianus identisch ist.